# 武相荘
武相荘（ぶあいそう）とは、東京都町田市にある白洲次郎・正子夫妻の旧邸宅。
現在は「旧白洲邸・武相荘」として、記念館・資料館となり一般公開されている。
館長は白洲夫妻の長女・牧山桂子。武相荘の名の由来は、白洲次郎のユーモアから「武蔵の国と相模の国の境に位置する」ことと「無愛想」を掛けたもの。敷地面積約2,000坪。

## 沿革
武相荘の歴史は1942年（昭和17年）10月、白洲夫妻が当時の東京府南多摩郡鶴川村（現在の東京都町田市能ヶ谷）に農家を購入した事に始まる。その数年前から白洲夫妻は、戦況の悪化による空襲や食糧難を予測して農地の付いた郊外の家を探しており、当時の使用人の親戚が鶴川村で駐在をしていた縁で購入した。当時の次郎は日本水産・帝国水産統制株式会社（後のニチレイ）役員であったが、職を全て抛ち、退職金を注ぎ込んで購入した。内部は荒れていたため当初は東京市新宿区水道町（現在の東京都新宿区）にあった自宅から通い、ゆっくり修理すればよいと考えていたが、戦況の悪化に伴い1943年5月に正式に転居。自給自足の農民生活を始める。次郎41歳、正子33歳だった。水田と畑があり、以後の次郎は終戦まで専ら農作業に勤しんだ。
当時から次郎は「カントリージェントルマン」を自称。敢えて中央の政争や喧噪から距離を置き、地方に在住しつつ中央の情勢に目を光らせるという英国貴族の考え方で、これはケンブリッジ大学留学時代の学友で生涯の親友である、7世ストラトフォード伯爵ロバート・セシル・ビングの影響が大きいと言われている。
1943年、戦火を免れるため梅若流の能面・衣装など先祖伝来の品を預かる。
1945年から2年間、東京大空襲で焼け出された河上徹太郎夫妻と同居。以後も親交を深める。正子は、このことをきっかけに青山二郎や小林秀雄と知り合う。正子は、武相荘での暮らしを『鶴川日記』に描いている。「自伝抄　鶴川日記」というタイトルで「読売新聞」1978年7月から2か月連載したものがまとめられ、1979年に出版されている。
敗戦後、次郎は吉田茂の要請で終戦連絡中央事務局の参与に就任してGHQとの交渉や日本国憲法制定、通商産業省（現在の経済産業省）設立に尽力し、政界引退後は東北電力会長などを歴任。正子は青山二郎や小林秀雄との交流を通じて骨董・随筆家として活躍するが、夫妻とも亡くなるまで武相荘を住まいとした。
1985年に次郎が、1998年に正子が死去。
2001年10月より記念館・資料館として一般公開。
2002年11月、町田市指定史跡に指定される。

## 展示
萱葺き屋根の母屋・納屋など、ほぼ全域が公開されており、次郎・正子の書斎や家族の居間、家具や持ち物、写真類、次郎手製の調度品や実際に使った農機具などが展示されている。次郎・正子関連書籍や記念品の販売もあり、喫茶や弁当類の予約も可能。
- 開館時間:10時～17時（入館は16時半まで）
- 休館日:月曜日（祝日・振替休日は開館、夏季・冬季休館あり）

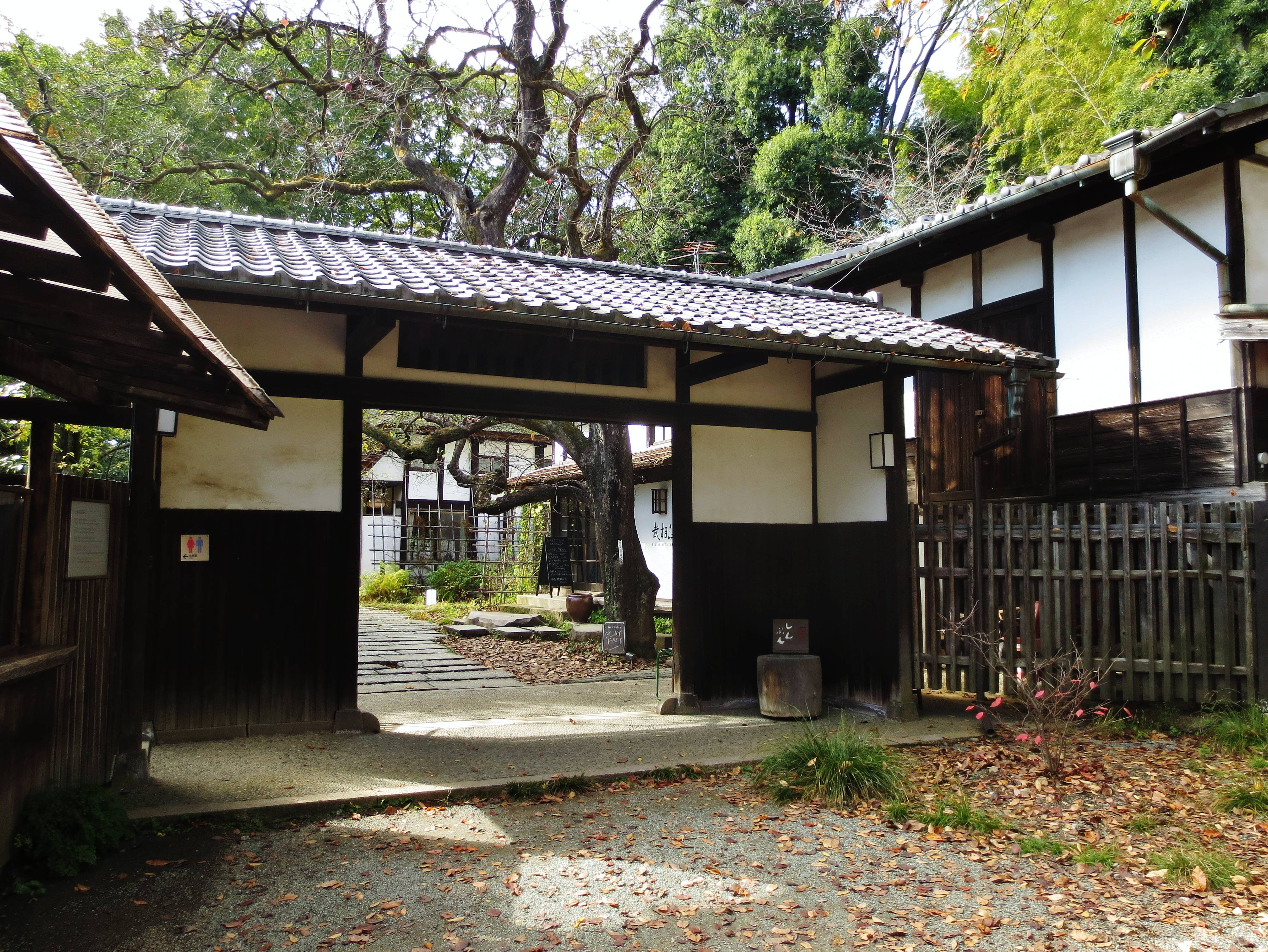
門
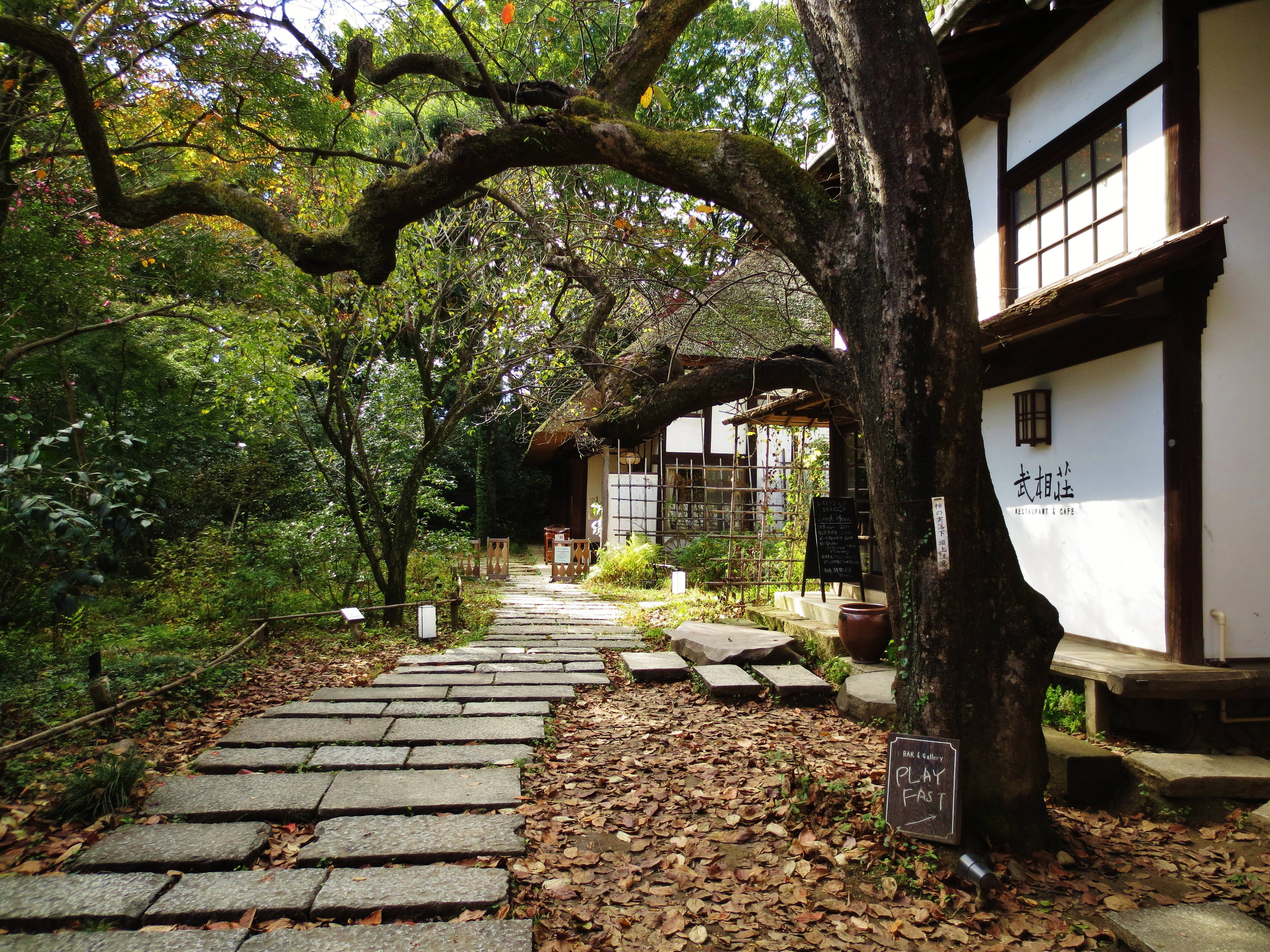
レストラン（右）と母屋（奥）

## アクセス
- 所在地:東京都町田市能ヶ谷七丁目3-2（ユニクロ奥）
- 小田急小田原線鶴川駅北口下車、徒歩約15分。バス利用の場合、鶴川駅3番のりばより「鶴13系統 鶴川六丁目経由鶴川団地」行き、または5番のりばより「鶴26系統 真光寺公園」行きにて「平和台入口」バス停下車すぐ（運賃240円、所要約3分）
- 近隣に駐車場あり

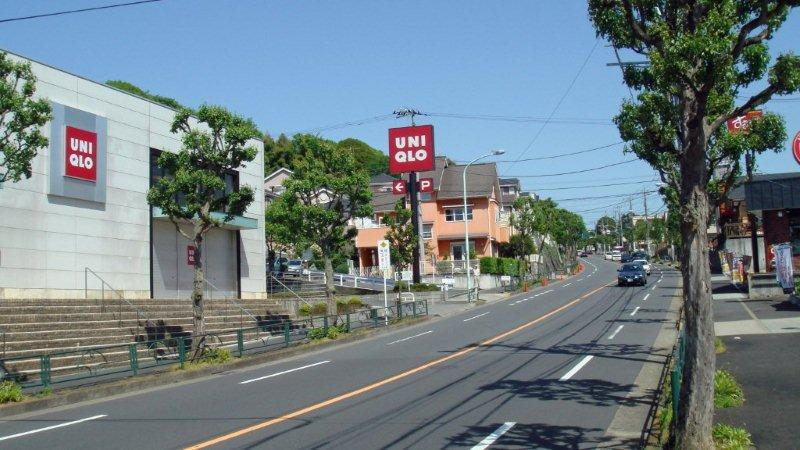
鶴川街道、武相荘周辺
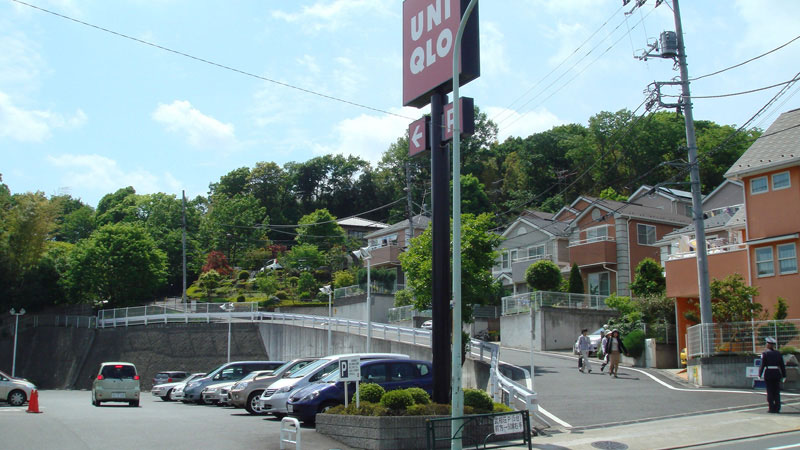
鶴川街道側入口周辺
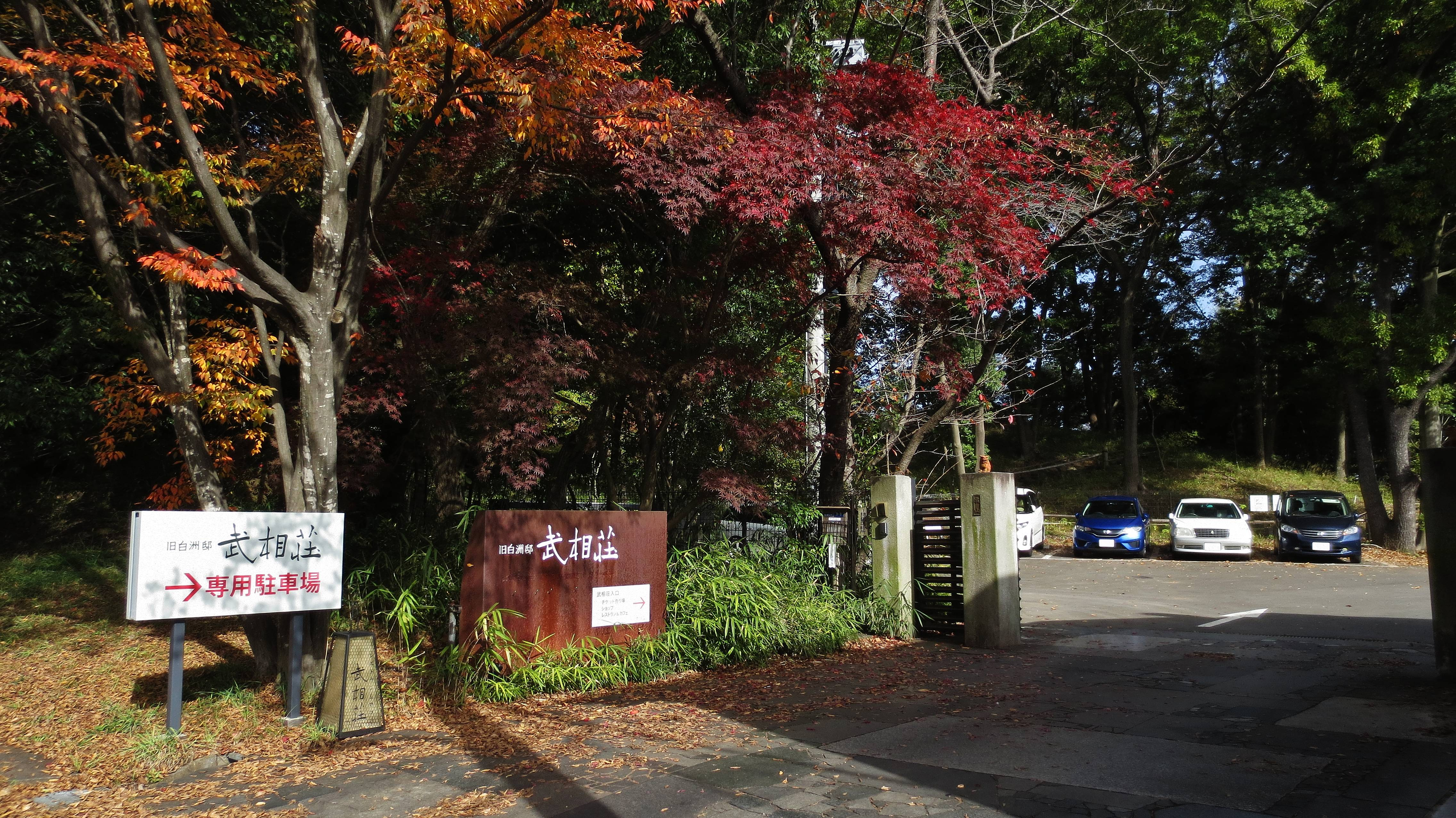
駐車場

## エピソード
- 次郎は引っ越しに際して第2次近衛内閣で司法大臣を務めた親ソ・マルキストの風見章に頼んで「武相荘」と書いて貰い、額装して居間に飾り、今も使っている。
- 次郎は武相荘への移住を切り出した時、正子から「次郎さんにお百姓さんが務まるかどうか、やってごらんなさいよ」と励まされたという。
- サンフランシスコ講和条約での大役を終え帰国した次郎は、「いま一番やりたいのは野良仕事だ」と周囲に漏らすほど農民生活に馴染んでいた。
- 次郎は手先が器用で、臼を利用した新聞受けや道具箱、しゃもじや小物入れ、キャスターテーブルなど日用品を良く作っており、現在も見ることができる。ガレージのブラシ入れ底裏には英語で「Hope She will be MORE TIDY! 1979」と言う、おそらく正子への鬱憤と思われるメッセージが書かれていた。

## 武相荘を取りあげた番組
- たけし・さんまの世界超偉人100万人伝説（1994年4月1日放送 日本テレビ）
  - 同番組内で「風の男・白洲次郎伝説」として次郎を取りあげた時のもの。94年当時は正子が存命中で、住まいであった当時の武相荘が映し出されている。
- 明石家さんま特番〜白洲次郎に会いに行く（2006年7月19日放送 TBS）
  - 上記『世界超偉人伝説』がキッカケで次郎に心酔するようになった明石家さんまが、自ら企画した番組。武相荘に次郎ゆかりの人物を招いてトークを行った。
- NHKドラマスペシャル・白洲次郎（2009年 NHK）
  - ドラマの舞台として武相荘が取り上げられているが、撮影が行われたのはオープンセットである。撮影でカメラを配置する都合上やや大きめのサイズで建てられているが、屋根を茅葺きにするなど本格的なもので、ほぼ実際の武相荘と同じ外観・構造になっている。